# Zapole (Sieradz)
Pour les articles homonymes, voir Zapole.
Zapole est une localité polonaise de la gmina de Brzeźnio, située dans le powiat de Sieradz en voïvodie de Łódź.